# Ein feste Burg ist unser Gott, BWV 80

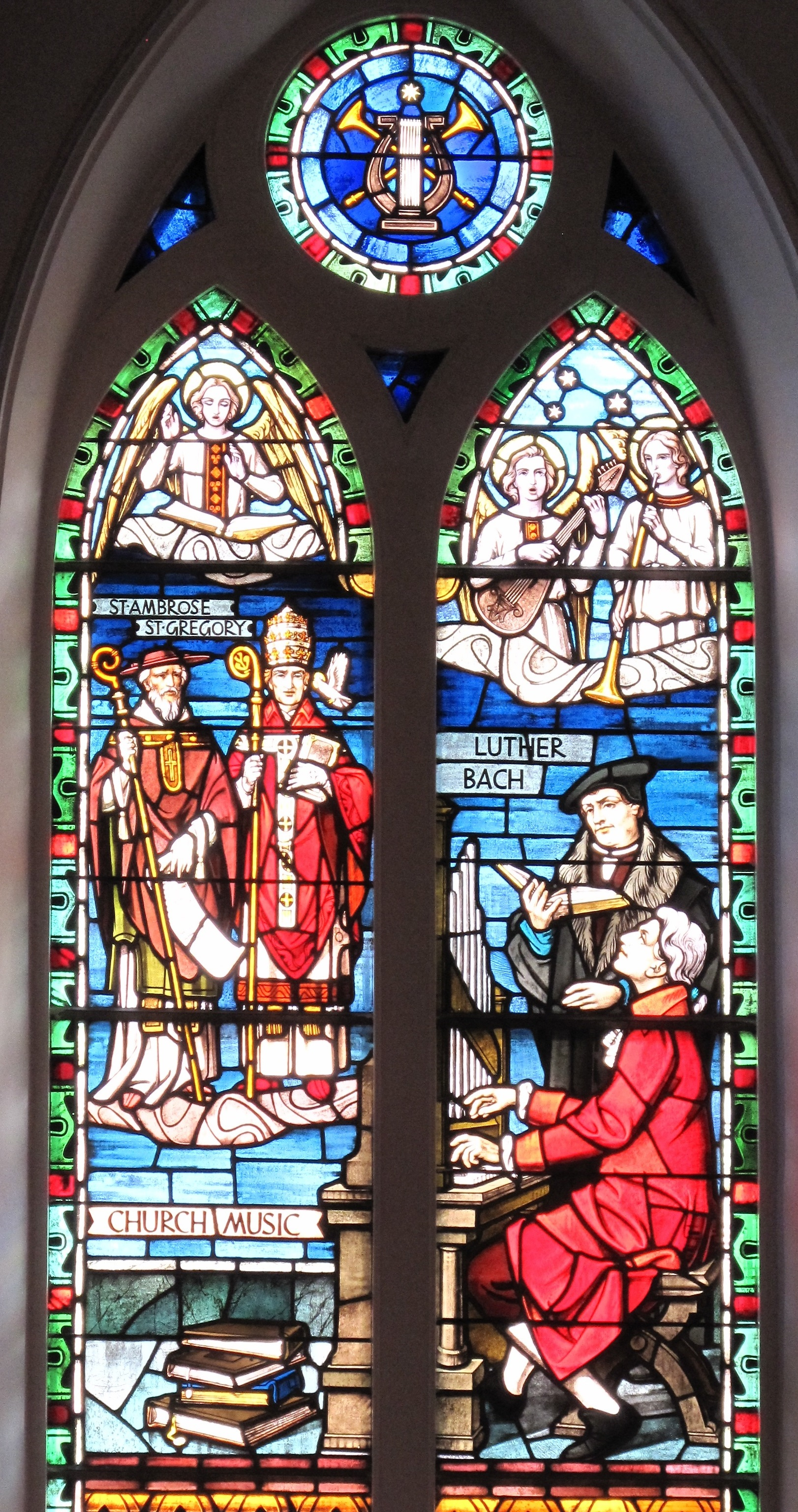
Vidriera que representa a Bach recibiendo inspiración con Lutero.

Ein feste Burg ist unser Gott, BWV 80 (Castillo fuerte es nuestro Dios) es una cantata de iglesia escrita por Johann Sebastian Bach en Leipzig para el Día de la Reforma y estrenada un 31 de octubre entre 1727 y  1731. Está basada en el himno "Ein feste Burg ist unser Gott" de Martín Lutero.

## Historia
Bach compuso esta obra durante su estancia como Thomaskantor en Leipzig para el Día de la Reforma. No obstante, los inicios de la cantata son en gran medida desconocidos. Probablemente fue compuesta en 1723 o bien entre 1728 y 1731. La BWV 80 es una versión simplificada de Ein feste Burg ist unser Gott, BWV 80b y estas dos se basan en la cantata anterior Alles, was von Gott geboren, BWV 80a. Toda la música de BWV 80a se ha perdido, aunque se sabe que estaba basada en un texto de Salomo Franck (1659-1725) y fue producida en Weimar en 1715 o 1716. La BWV 80 incluye las cuatro estrofas del coral de Lutero. La cantata fue interpretada por primera vez el 31 de octubre de 1725.

## Análisis

### Texto
Las lecturas establecidas para ese día eran de la segunda epístola a los tesalonicenses, "sed firmes contra los adversarios" (2 Tesalonicenses 2:3-8), y del Apocalipsis "temed a Dios y alabadle" (Apocalipsis 14:6-8).

### Instrumentación
La obra está escrita para cuatro voces solistas (soprano, alto, tenor y bajo), un coro a cuatro voces; dos oboes, dos oboes d'amore, oboe da caccia, dos violines, viola, violonchelo y bajo continuo.

### Estructura
Consta de ocho movimientos.

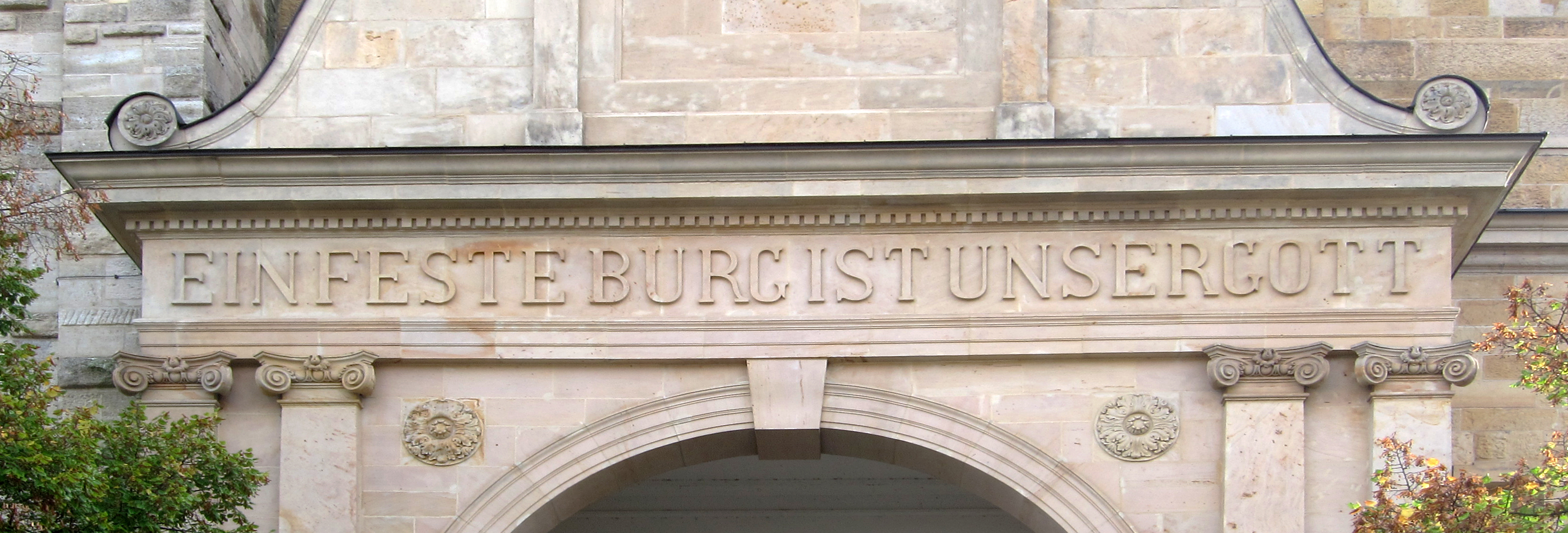
Inscripción Ein feste Burg ist unser Gott en Georgenkirche, Eisenach, donde Bach fue bautizado.

1. Coro: Ein feste Burg ist unser Gott
2. Aria dúo (bajo & soprano): Alles, was von Gott geboren
3. Recitativo y arioso (bajo): Erwäge doch, Kind Gottes
4. Aria (soprano): Komm in mein Herzenshaus
5. Coral: Und wenn die Welt voll Teufel wär
6. Recitativo y arioso (tenor): So stehe denn bei Christi blutgefärbten Fahne
7. Duetto (alto, tenor): Wie selig sind doch die, die Gott im Munde tragen
8. Coral: Das Wort sie sollen lassen stahn

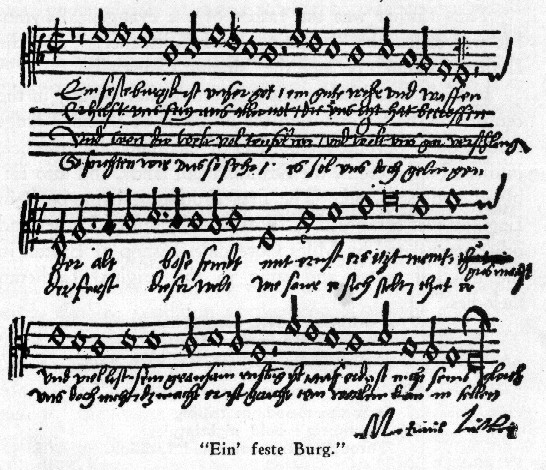
Luther's original chorale

La cantata comienza con una fantasía coral "con dispositivos contrapuntísticos de imponente complejidad". Adopta la técnica del motete de tener el instrumento y líneas vocales se sigan entre sí estrechamente. Estructuralmente el movimiento repite las primeras dos frases, añade cuatro breves frases nuevas y después concluye con otra iteración de la segunda frase, todas interpretadas en el oboe. Las cuatro voces "abordan cada frase imitativamente como preludio a su entrada instrumental", mediante dispositivos fugados. Craig Smith sugiere que "en un género en el que Bach fue el absoluto maestro, este es probablemente el más grande coro de motete". Posteriormente, Wilhelm Friedemann Bach añadió partes para trompeta a este movimiento.
En el segundo movimiento, el oboe y la soprano tocan una adornada versión del coral mientras que el bajo cantata un aria. El ritornello de cuerda acompañante es agitado y "implacable", en una forma que recuerda a un concerto grosso. Simon Crouch lo compara con una ametralladora. Al igual que el primer movimiento, el dúo está escrito en re mayor y en 4/4.
El bajo canta a continuación un recitativo secco y arioso, los únicos componentes de la cantata en una tonalidad menor. Establece una imitación canónica entre las partes de la voz y el continuo.
El cuarto movimiento es un aria de soprano con un ritornello del continuo. Se caracteriza por extensos melismas y una melodía "flotante y eterea".
El coral central presenta el tema del coral en las voces al unísono, una práctica inusual en Bach. La melodía no tiene adornos y se encuentra en compás de 6/8. El acompañamiento orquestal se vuelve más agitado y complejo a medida que progresa el movimiento.
El recitativo de tenor es secco; como el anterior del bajo, concluye con un arioso. El movimiento incluye "furiosos melismas ocasionales".
El dúo de alto y tenor va acompañado por el continuo y un violín obbligato con el oboe da caccia. El movimiento es "dócil" en carácter con una textura que se vuelve más complejo a medida que progresa el dúo. En un determinado momento llega a incluir cinco líneas melódicas simultáneas. Bach emplea una yuxtaposición de partes instrumentales "fluidas, en gran parte de semicorcheas" con los vocal "ritmos de negra/corchea" para representar el escudo de los fieles.
El último movimiento es un arreglo a cuatro voces del coral.

## Discografía selecta
De esta pieza se han realizado una serie de grabaciones entre las que destacan las siguientes.
- 1959 – Les Grandes Cantates de J.S. Bach Vol. 5. Fritz Werner, Heinrich-Schütz-Chor Heilbronn, Pforzheim Chamber Orchestra (Erato)
- 1977 – Bach Cantatas Vol. 5. Karl Richter, Münchener Bach-Chor, Münchener Bach-Orchester (Archiv Produktion)
- 1977 – J.S. Bach: Das Kantatenwerk Vol. 21. Nikolaus Harnoncourt, Tölzer Knabenchor, Concentus Musicus Wien (Teldec)
- 1999 – Bach Edition Vol. 4: Cantatas Vol. 1. Pieter Jan Leusink, Holland Boys Choir, Netherlands Bach Collegium (Brilliant Classics)
- 2000 – Bach Cantatas Vol. 10. John Eliot Gardiner, Monteverdi Choir, English Baroque Soloists (Soli Deo Gloria)
- 2002 – J.S. Bach: Complete Cantatas Vol. 22. Ton Koopman, Amsterdam Baroque Orchestra & Choir (Antoine Marchand)
- 2003 – J.S. Bach: Cantatas Vol. 27, BWV 5, 80, 115. Masaaki Suzuki, Bach Collegium Japan (BIS)
- 2004 – J.S. Bach: BWV 80. Georg Christoph Biller, Thomanerchor, Gewandhausorchester (Rondeau Production)